# Agapetus hellenorum
Agapetus hellenorum är en nattsländeart som först beskrevs av Malicky 1984.  Agapetus hellenorum ingår i släktet Agapetus och familjen stenhusnattsländor. Inga underarter finns listade i Catalogue of Life.